# 1340
1340 је била преступна година.

## Догађаји
- 24. јун — У бици код Слија, енглеска флота под вођством Едварда III је скоро потппуно уништиштила француске поморске снаге.